# Ä

Ilustrace

Ä (minuskule ä) je písmeno latinky. Vyskytuje se ve slovenštině, němčině, lucemburštině, švédštině, severofríštině, sater-fríštině, turkmenštině, ajmarštině, skoltské sámštině a v baltofinských jazycích, například ve finštině a estonštině. Znak je složen z písmene A a přehlásky.
Ve finštině a turkmenštině se ä vždy vyslovuje jako téměř otevřená přední nezaokrouhlená samohláska [æ], ve slovenštině jako [ɛ], v ajmarštině jako [aː].
V Morseově abecedě má písmeno Ä kód .-.-